# Rudi Schuricke
Rudi Schuricke geboren als Erhard Rudolf Hans Schuricke (Brandenburg an der Havel, 16 maart 1913 - München, 28 december 1973) was een Duitse schlagerzanger en acteur. Hij trad ook wel onder de synoniemen Michael Hofer en Rudolf Erhard op.

## Carrière
Wegens economische redenen verhuisde de familie Schuricke naar Koningsbergen, waar Rudi ook de school bezocht. Daarna genoot hij een opleiding tot drogist en als bijverdienste verkocht hij kranten en werkte hij als chauffeur. Bovendien studeerde hij zang en toneel.
Door toeval kreeg hij een zangverbintenis bij de Kardosch-zangers, wegens het uitvallen van een groepslid. De bezetting bestond uit Zeno Costa, Rudi Schuricke, Fritz Angermann, Paul von Nyiri en Istvan Kardosch.
In 1931 kreeg hij de kans om bij de Comedian Harmonists mee te zingen, maar hij sloeg het aanbod af wegens de oprichting van zijn eigen zanggroep. Eerder had hij gezongen bij de Spree Revellers. In 1936 richtte hij het Schuricke-Terzett op, waarin Schuricke als refreinzanger optrad. Hij was te horen bij studio-opnamen van bekende swingorkesten, zoals die van Max Rumpf en Corny Ostermann. Een van de bekendste swingopnamen samen met Willy Berking was het muziekstuk Die Männer sind schon die Liebe wert!, gecomponeerd door Adolf Steimel en Ralph Maria Siegel. De tango Señor und Señorita, gecomponeerd door Peter Kreuder, nam hij ook samen met Berking op voor de revuefilm Traummusik (1940).
Het tangolied Capri Fischer (1949), gecomponeerd door Gerhard Winkler, was een van zijn grootste hits, waarvoor hij als eerste Duitse vertolker na de oorlog een Gouden Grammofoonplaat ontving. Met de nummers O mia bella Napoli, Frauen und Wein, Frühling in Sorrent, Florentinische Nächte en het zelf gecomponeerde Tarantella behaalde hij in de jaren 1950 hoge noteringen in de hitparaden. Mede door de opkomst van de rock- en popmuziek en het verdwijnen van de schellakplaten raakte hij iets in de vergetelheid. Hij werkte als hotelier en had een wassalon in München. In 1970 maakte hij een korte, maar succesvolle comeback met twee melodieën van James Last: So eine Liebe gibt es einmal nur en Wenn der Schnee fällt auf die Rosen.

## Overlijden
Hij overleed in 1973 in de leeftijd van 60 jaar in München en werd bijgezet op het kerkhof in Herrsching am Ammersee.

## Discografie

### Singles
- Capri-Fischer
- Auf Wiederseh’n
- Dreh Dich noch einmal um
- Einmal wirst du wieder bei mir sein (1939)
- Es war ein Traum Cherie
- Es werden wieder Rosen blüh’n
- Glaube mir
- Heimat, Deine Sterne
- Hm hm, Du bist so zauberhaft
- Ja und nein
- Komm bald wieder
- Komm’ zurück
- Lilli und Luise
- Moulin Rouge (Ein Lied aus Paris)
- Mütterlein
- O mia bella Napoli
- Optimismus ist die beste Medizin
- Penny Serenade
- Regentropfen, die an Dein Fenster klopfen
- Schenk mir dein Lächeln, Maria
- So eine Liebe gibt es einmal nur
- So leb dein Leben (My Way) (zijn laatste single 1973)
- Stern von Rio
- Tarantella
- Tulpen aus Amsterdam
- Und wieder geht ein schöner Tag zu Ende
- Warum weinst Du, kleine Tamara
- Wenn der Schnee fällt auf die Rosen
- Wenn Du in meinen Träumen bei mir bist (Over the Rainbow)

### Met het Schuricke-Terzett
- Hoch droben auf dem Berg
- Komm’ doch in meine Arme
- Das blonde Käthchen
- Einmal wirst Du wieder bei mir sein
- Am Abend auf der Heide
- Wenn ich ein Schlangenbeschwörer wär
- Reite, kleiner Reiter
- Reisefieber
- Heute abend bin ich frei
- Leise klang eine Weise
- Blaues Boot
- Tausend Dank
- Donkey-Serenade
- Liebe läßt sich nie erzwingen
- Tahiti bei Nacht

### Met de Kardosch-zangers
- Ade zur guten Nacht (met begeleidingsorkest o.l.v. Stephan Kardosch) – Telefunken A1534
- Adieu …! (es ist so schön um wahr zu sein …) (met het Hans Schindler Orkest) – Brillant 226
- Bei der blonden Kathrein (met Erwin Hartung) – Paloma 4068 1934
- Guten Abend, schöne Frau – Odeon 25245
- Heimat am Rhein (met Erwin Hartung en het orkest Hans Bund) – Telefunken 1462
- Humoreske (Eine kleine Frühlingsweise) – Grammophon 2445
- In der Nacht, da gib acht! – Odeon 20025
- In Turkestan – Odeon 25271
- Lookie Lookie Lookie, here comes the cookie Sensation am Broadway (met Peter Kreuder) – Telefunken 2000
- Käti – Odeon 25245
- Kleine Möwe, flieg nach Helgoland (met het Hans Bund strijkorkest) – Telefunken 1638
- Lore (G. Grüber met zijn orkest; met Erwin Hartung) – Elite 1388
- Morgen muss ich fort von hier (als „Idealisten“) – Kristall 7032
- Morgen will mein Schatz verreisen (met begeleidingsorkest o.l.v. Stephan Kardosch) – Telefunken A1534
- Rendezvous bei Lehár, Teil 1 und 2 – Polydor 10107
- Sandmännchen – Telefunken 1738
- Sensation am Broadway (mit Peter Kreuder) – Telefunken 2000
- Sonja vom Ural – Odeon 11951
- Von einem Glas kann man nicht lustig sein (met Erwin Hartung en het orkest Hans Bund) – Telefunken 1462
- Warum, weshalb, wieso
- Was spielt die Welt (met het Robert Renard Künstler-Orkest) – Odeon 25018
- Wenn der Bobby und die Lisa auf dem Schiefen Turm von Pisa Tango tanzen
- Wer hat Angst vor dem bösen Wolf – Odeon 20025
- Wissen Sie schon

## Films als zanger of vertolker
- 1937: Land der Liebe (zang)
- 1938: Rätsel um Beate (vertolker)
- 1938: Menschen, Tiere, Sensationen (vertolker)
- 1939: Eine Frau wie Du (vertolker)
- 1939: Wir tanzen um die Welt (zang)
- 1942: Ein Windstoß (zang)
- 1944: Frau meiner Träume (Ich warte auf dich, Duet met Marika Rökk)
- 1944: Ich hab’ von Dir geträumt (zang)
- 1950: Maharadscha wider Willen (vertolker)
- 1952: Heimweh nach Dir (zang, samen met zijn zoon Michael)
- 1953: Schlagerparade (zang)

- Bibsys: 6076341
- Bibliothèque nationale de France: cb178642995 (data)
- Gemeinsame Normdatei: 134517059
- International Standard Name Identifier: 0000 0003 8238 0782
- Library of Congress Control Number: no2012138297
- MusicBrainz: 338004a9-7ba1-41b9-96d5-dd135601d1bb
- Nationale en Universitaire bibliotheek Zagreb: 000688632
- Nederlandse Thesaurus van Auteursnamen: 100670792
- Réseau des bibliothèques de Suisse occidentale: 02-A018777538
- Système universitaire de documentation: 251630862
- Virtual International Authority File: 265044338
- WorldCat: E39PBJbxyMvJYg3JgFmfTDBdcP